# Milan Devinne
Milan Devinne, (* 21. prosince 1993 Hradec Králové) je český zpěvák s německými kořeny, dále příležitostný herec, producent a režisér. Jediný český umělec, který se objevil ve filmu Bohemian Rhapsody. V letech 2017 - 2023 manažer Petera Freestonea, bývalého osobního asistenta Freddie Mercuryho, frontmana skupiny Queen. Držitel ocenění za celosvětový projekt Titanic Freddie Aids (TFA-project.com). V roce 2016 a 2017 byl hostem na halovém turné po České republice s názvem České hvězdy zpívají Queen v pražské Lucerně.

## Biografie
Narodil 21. prosince 1993 v Hradci Králové. K hudbě byl veden již od dětství. Od 13 let navštěvoval hru na klávesy v ZUŠ Střezina, k tomu se věnoval i zpěvu. Následně se začal zajímat o elektrickou kytaru, posléze vystupoval na svatebních a narozeninových večírcích či po barech. Jeho hudební směr výrazně ovlivnila kapela Queen. Po studijních letech začal pracovat jako koordinátor projektů pro firmu s britským jednatelem. Díky tomu se naučil anglicky a zároveň dokončil dálkové studium na veřejnoprávní škole. Během následujících let se v tuzemsku i v zahraničí věnuje hudbě a produkci ; nejvíce se zaměřuje na autorskou hudební tvorbu. V roce 2021 přijal za své občanské jméno Milan Devinne.

### Kariéra
- 2012: První zahraniční vystoupení. Obdržel pozvání od hudební společnosti MontreuxMusic, aby se svojí skupinou zakončil ve švýcarském městě Montreux každoroční festival pořádaný na počest života Freddie Mercuryho. Od té doby je hudebním a technickým koordinátorem pro hudební společnost Montreux Celebration Days.[9]
- 2013: Tvůrce projektu Titanic Freddie Aids. Založil oficiální vzdělávací program s názvem Titanic Freddie Aids (TFA-projekt.com) v boji proti AIDS pro žáky základních a středních škol. Na přednáškách na příkladu legendárního zpěváka Freddie Mercuryho upozorňuje na nebezpečí nemoci AIDS. Projekt již oslovil více než 16 000 dětí a mladých lidí v České republice a po celém světě. Prezentován byl v Německu, Nizozemsku, Švýcarsku, USA, Mexiku a Velké Británii.[10]
- 2014: Symfonie. Spolupracoval se symfonickým orchestrem Police Symphony Orchestra.
- 2014: Režisérský počin. Jako režisér se podílel na celosvětovém turné australské kapely It’s A Kinda Magic v USA.
- 2015: První filmová role. Ztvárnil vedlejší roli německého důstojníka ve francouzském dokumentárním filmu Zradil jsem Hitlera (Notre espion chez Hitler).
- 2015: Boj proti AIDS. Projekt Titanic Freddie Aids (TFA-projekt.com) proti AIDS získal oficiální záštitu od organizace Mercury Phoenix Trust, kterou v roce 1992 založili členové kapely Queen po smrti Freddieho Mercuryho.
- 2015: Jihoafrické turné. Jako kytarista se zúčastnil turné po Jihoafrické republice se skupinou Abbasolutely Fabbaulous.[11]
- 2016: Vlastní společnost. Založil produkční společnost Musicase Production, která se zabývá managementem a režie v hudební a kulturní oblasti, grafickým designem a pořádání akcí.
- 2016 a 2017: Koncert v Lucerně. Host na halovém turné po České republice s názvem České hvězdy zpívají Queen, které každý rok sledovala pražská Lucerna. Dalšími účinkujícími byli Kamil Střihavka, David Kraus, Bohuš Matuš, Jaroslav Břeský, Vladimír Hron, Vlastimil Horváth a další zpěváci české hudební scény.[7]
- 2017: Seriál První republika. Zahrál si vedlejší roli mladého Němce v českém seriálu První republika II.
- 2017: Pocta Davidu Bowiemu. V Berlíně založil kapelu SuperHeroes k poctě Davida Bowieho, se kterou během ročního projektu absolvoval vystoupení po Německu.
- 2017: Spolupráce s Peterem Freestonem. Stal se oficiálním manažerem Petera Freestonea, bývalého osobního asistenta Freddie Mercuryho,
- 2018: Role v Bohemian Rhapsody. Ve vedlejší roli se objevil ve snímku Bohemian Rhapsody, kde si zahrál v klíčové scéně filmu po boku jednoho z hlavních představitelů Allena Leeche.[12]
- 2019: Turné v Mexiku. Přijal pozvání na turné po jižním Mexiku v rámci vydání nového singlu Free As a Bird spolu s projektem Titanic Freddie Aids, který byl pořádán na mexických univerzitách.
- 2019: Významná ocenění. Na turné po jižním Mexiku obdržel ocenění a uznání od Univerzity v Guanajuatu a mezinárodní školy za boj proti AIDS.
- 2021: Charitativní projekt „Jsme v tom všichni spolu“. V době pandemie koronaviru vytvořil hudební charitativní projekt s názvem „Jsme v tom všichni spolu“ se záměrem pozdvihnout náladu ve společnosti a zároveň získat finanční pomoc pro oddělení hematoonkologie Dětské kliniky ve Fakultní nemocnici v Hradci Králové. Do projektu si přizval další české zpěváky – Natálii Grossovou, Martina Haricha a Kamilu Nývltovou a chlapecký pěvecký sbor Boni Pueri. Zúčastnili se i čeští sportovci – hokejista Radek Smoleňák, atletka a olympionička Eva Vrabcová Nývltová, fotbalista Radim Ottmar a bojovník MMA David Dvořák.[13]